# 采林內區

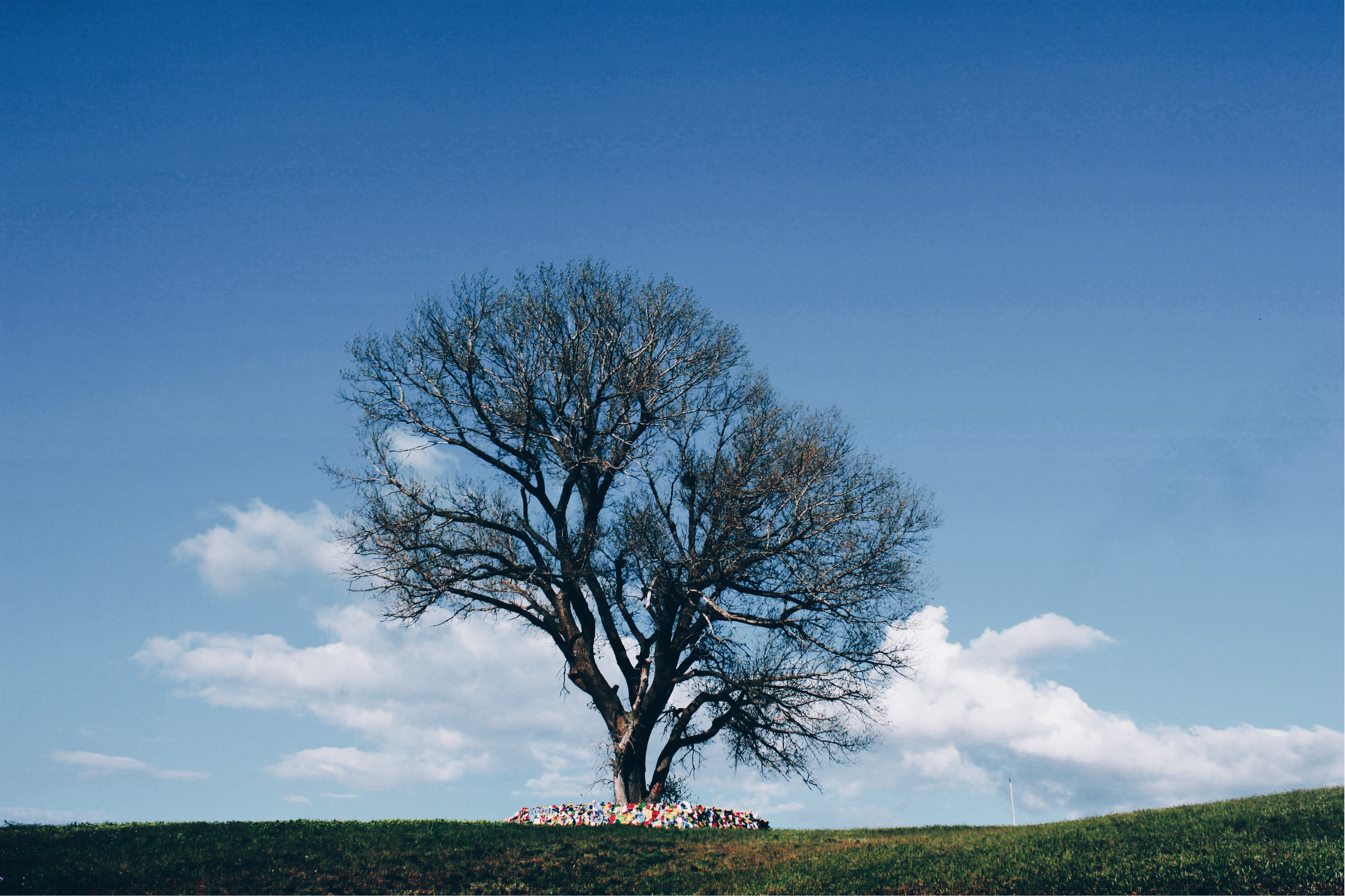

46°25′N 44°15′E / 46.417°N 44.250°E
采林內區（俄语：Целинный район），是俄羅斯的一個區，位於該國西南部，由卡爾梅克共和國負責管轄，始建於1938年，面積5,258.2平方公里，2010年人口20,051，人口密度每平方公里3.81人。